# Primulin (antocianina)
Primulin es una antocianina, la  3-galactoside de malvidin. Se encuentra en Primula sinensis.